# Universiteit Maastricht

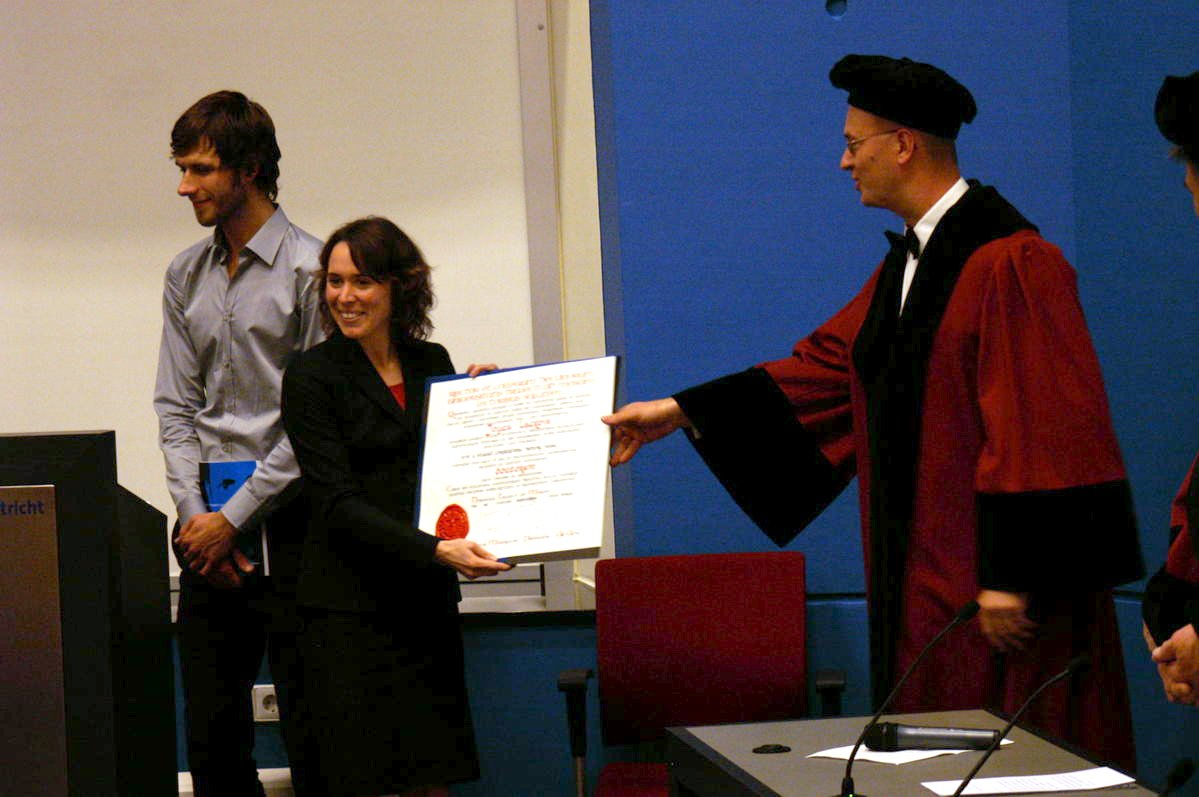
Ceremonia wręczenia dyplomów w brytyjskiej wyższej uczelni UM

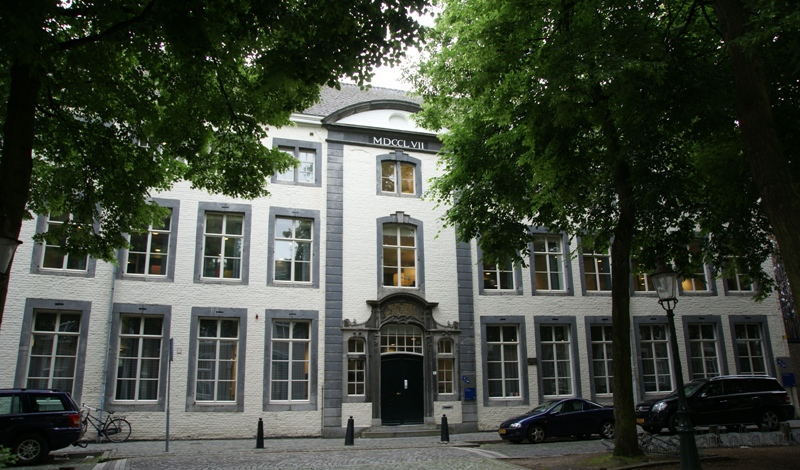
Biblioteka uniwersytetu

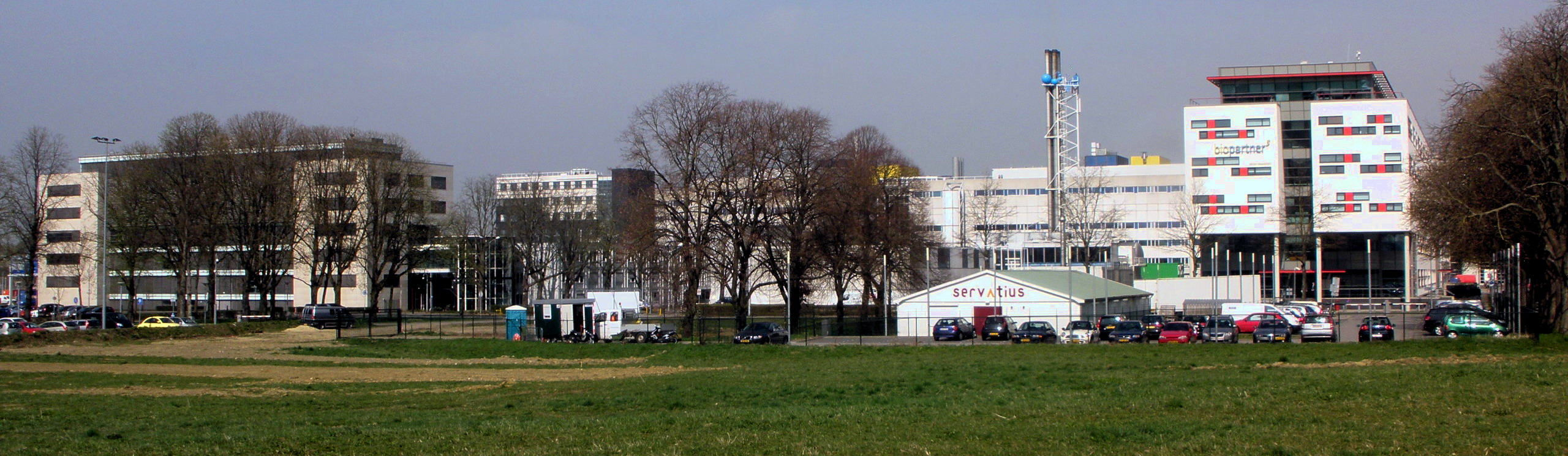
Campus Randwyck: Life Sciences

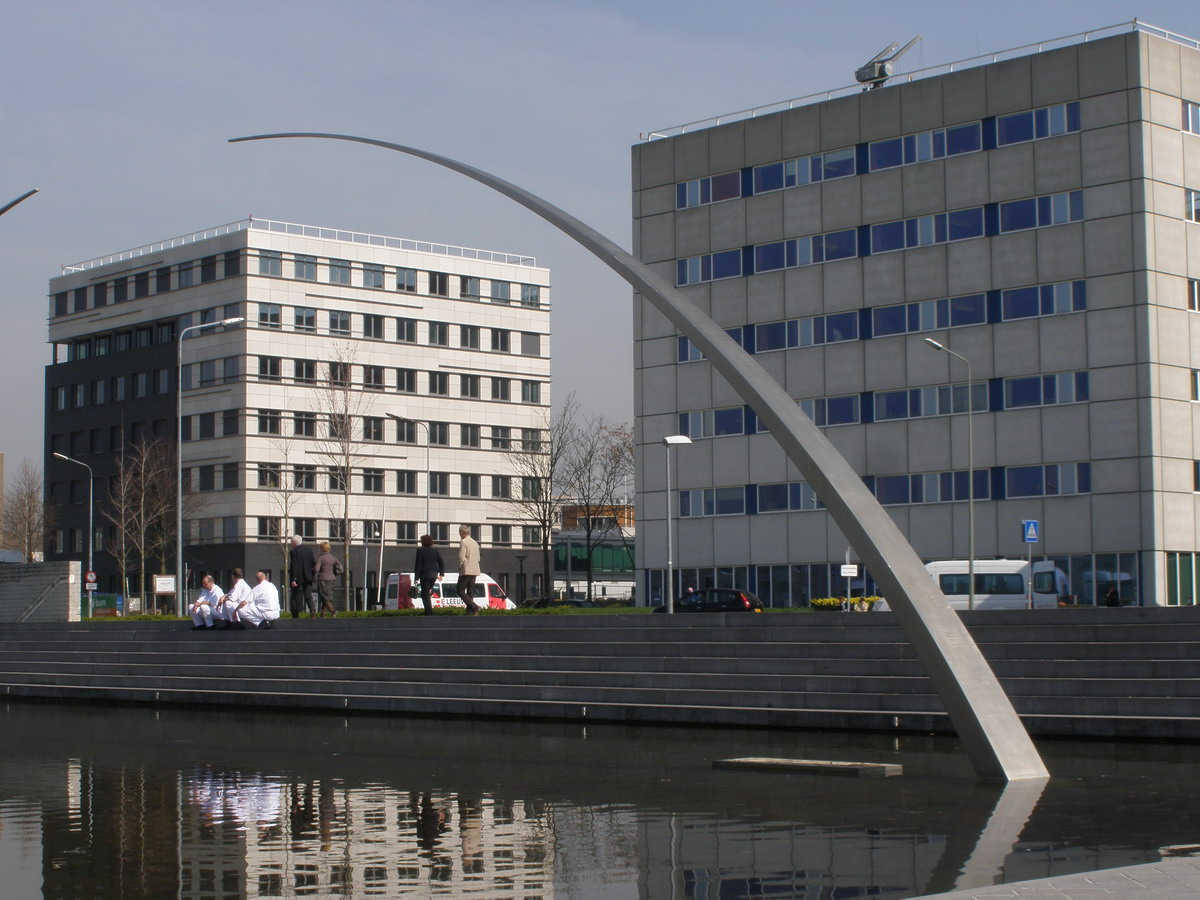
Campus Randwyck: AZM szpital uniwersytetu

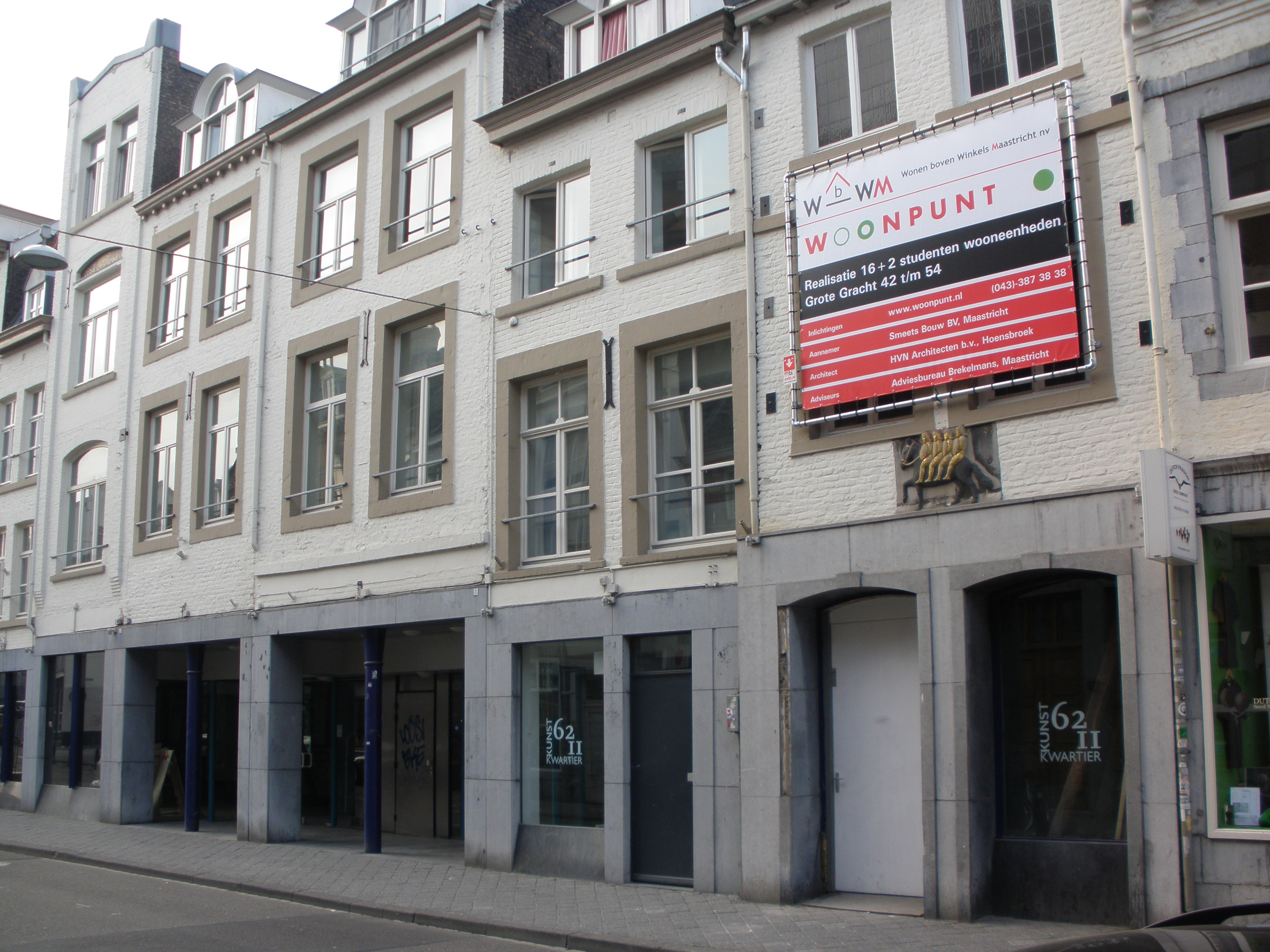
Budowa mieszkań studenckich

Universiteit Maastricht (oficjalny skrót: UM) – publiczny uniwersytet w Maastricht, Holandia; jest jednym z najmłodszych uniwersytetów w Holandii.
Universiteit Maastricht ma prawie 21 tysięcy studentów, z których 55% stanowią cudzoziemcy i ponad 4 tys. pracowników. Uniwersytet jest znany ze stosowania metody nauczania znanej jako problem-based learning (PBL). 76% studiów licencjackich jest oferowana w języku angielskim, reszta wykładana jest po niderlandzku. Większość programów studiów magisterskich i doktoranckich jest wykładana po angielsku. Studia na uczelni są płatne. Czesne na rok akademicki 2015/2016 wynosi 1951€.

## Historia
Universiteit Maastricht został założony w 1976 roku jako ósma szkoła medyczna w Holandii. Z powodu deficytu profesorów medycyny, rząd państwowy zdecydował w późnych latach 1960 o nowej publicznej uczelni wyższej, aby zdobyć rynek nauczania medycznego. Liderzy polityczni prowincji Limburgii, przede wszystkim Sjeng Tans, przewodniczący Holenderskiej Partii Pracy i członek rady Limburgii oraz miasta Maastricht, wynegocjowali założenie nowej medycznej szkoły w Maastricht. Ta nowa instytucja akademicka, jak wspominał Tans, byłaby nie tylko zaletą życia intelektualnego w Maastricht, ale również przyczyniłaby się do rządowych działań restrukturyzujących południową część Holandii, która właśnie przechodziła problemy ekonomiczne takie jak upadek kopalni.
We wczesnych latach 1970 liczba pracowników medycznych była satysfakcjonująca, ale niestety wsparcie polityczne zanikło. Poprzez niecodzienną decyzję, nowo-powstała szkoła postanowiła nie czekać na oficjalne rozpoznanie i rozpocząć jej program edukacyjny we wrześniu 1974 roku, adaptując nową metodę nauczania akademickiego znaną jako Problem Based Learning. Już około 50 studentów zaczęło pierwszy rok akademicki. Pod koniec 1975 roku, holenderski parlament zatwierdził decyzję potrzebą instytucji do zdobycia państwowych funduszy edukacyjnych oraz do możliwości wydawania dyplomów akademickich. Nowy uniwersytet nazwany Rijksuniversiteit Limburg, był oficjalnie założony 9 stycznia 1976 roku, kiedy królowa Niderlandów podpisała dokument założenia uczelni na ceremonii w Maastricht. Sjeng Tans został pierwszym prezydentem uczelni.
Krótko po założeniu, uniwersytet zdobył polityczne wsparcie, aby rozwijać również inne kierunki akademickie. Wydział prawa został stworzony w 1982 roku, a następnie w 1984 roku powstał wydział ekonomii. W latach 1990 utworzono wydział sztuk i kultury oraz wydział psychologii. Uniwersytet przyjął strategię adaptacji nowych akademickich dyscyplin takich jak knowledge engineering i biomedical studies. Powstały również programy o tematyce ściśle europejskiej, na przykład European Law School bądź też European Studies. Na początku XXI wieku, uniwersytet rozpoczął zakładanie szkół i college-u, University College Maastricht (2002), pierwszy w Holandii college sztuk wyzwolonych oraz Maastricht Graduate School of Governance (2004). Często stworzone jako odrębne części uniwersytetu, departamenty te zostały później zintegrowane jako struktura całego uniwersytetu.
Od 2010 roku Universiteit Maastricht posiada sześć wydziałów oferujących 17 programów licencjackich, 56 magisterskich i kilka programów doktoranckich.

## Wydziały
- Faculty of Science and Engineering
- Faculty of Arts and Social Sciences (Wydział Sztuk i Nauk Społecznych)
- School of Business and Economics
- Faculty of Law (Wydział Prawa)
- Faculty of Health, Medicine and Life Sciences
- Faculty of Psychology and Neuroscience
- Maastricht Graduate School of Governance
- University College Maastricht
- University College Venlo[5]

## Kampus
Universiteit Maastricht posiada dwa kampusy: kampus w centrum miasta, składający się z wielu historycznych budynków, w których znajdują się wydziały nauk humanistycznych oraz społecznych, i nowoczesny kampus w dzielnicy Randwyck, południowo-wschodniej części miasta, gdzie znajdują się wydziały medycyny i psychologii. Kampus na Randwyck zawiera również szpital uniwersytecki. Pierwsze plany z lat 1960 i 1970 wraz z przyjętymi normami infrastruktury na innych uczelniach w Holandii, przewidywały jeden funkcjonujący kampus w słabo rozwiniętej dzielnicy Randwyck. Te plany nigdy nie zostały zrealizowane, ponieważ administracja oraz kadra uniwersytetu rozpatrywała obecność uniwersytetu w historycznej części centrum miasta, co miało odgrywać istotną rolę w pozyskiwaniu i zachęcaniu przyszłych studentów. Konsekwentnie, uniwersytet rozwinął kampusy po obu częściach rzeki Mozy. Ta bipolarność jest symbolizowana w logo uniwersytetu poprzez dwa trójkąty stykające się ze sobą.
W ostatnich latach uniwersytet otworzył swoje biura w północnej części Limburgii, mieście Venlo, stolicy Belgii, Brukseli oraz w mieście Bangalore w Indiach.

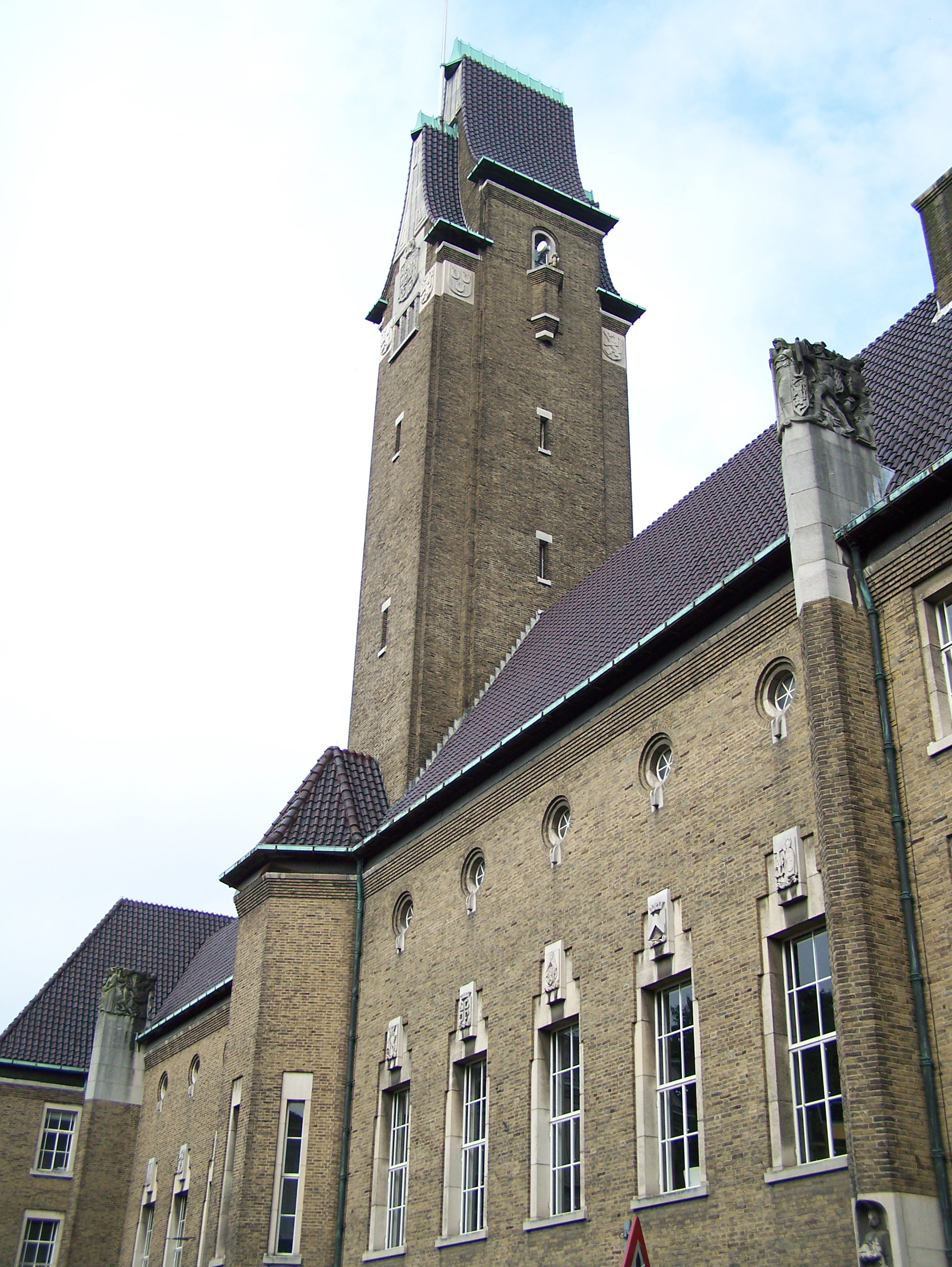
Wydział Prawa
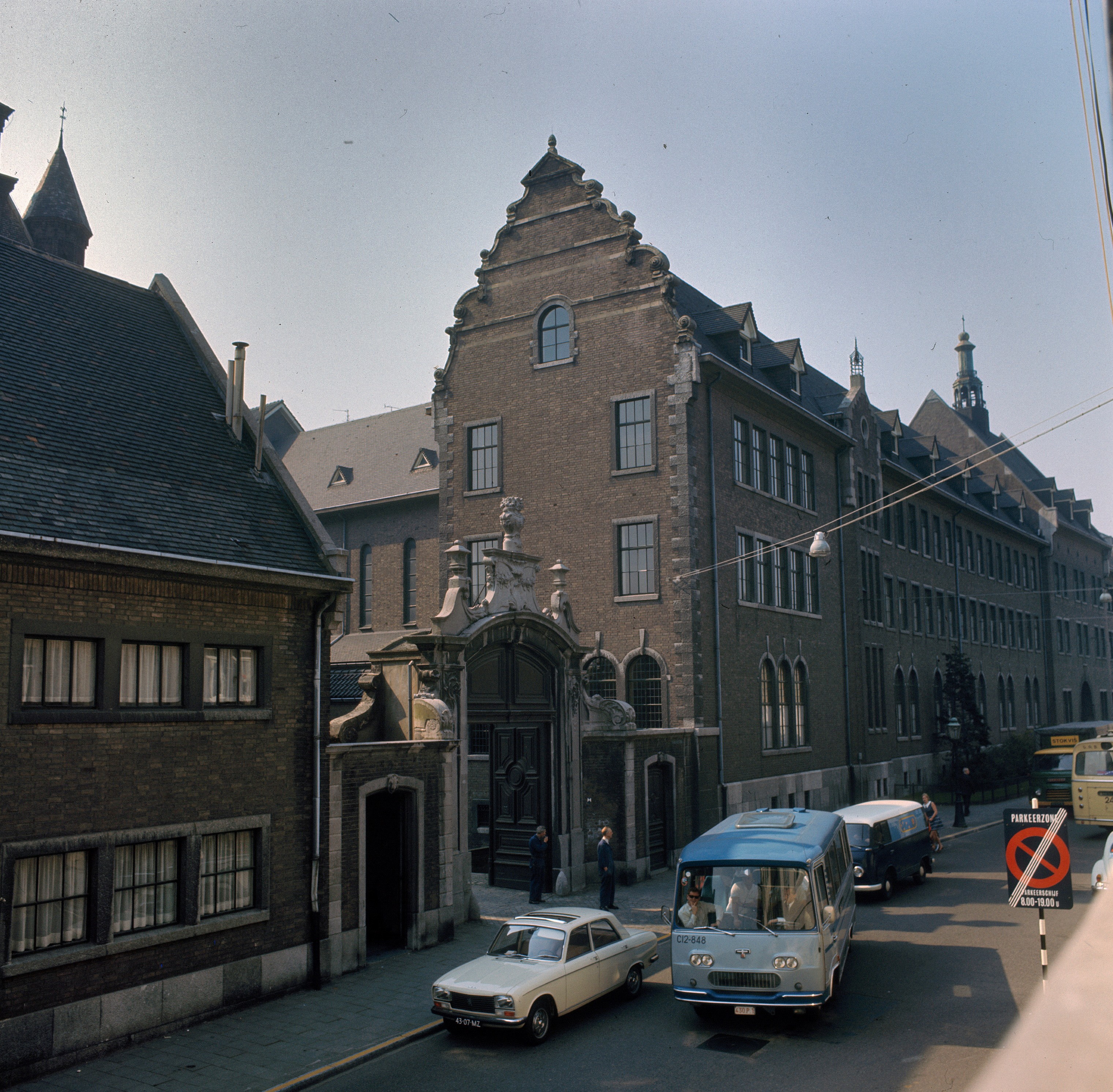
School of Business and Economics
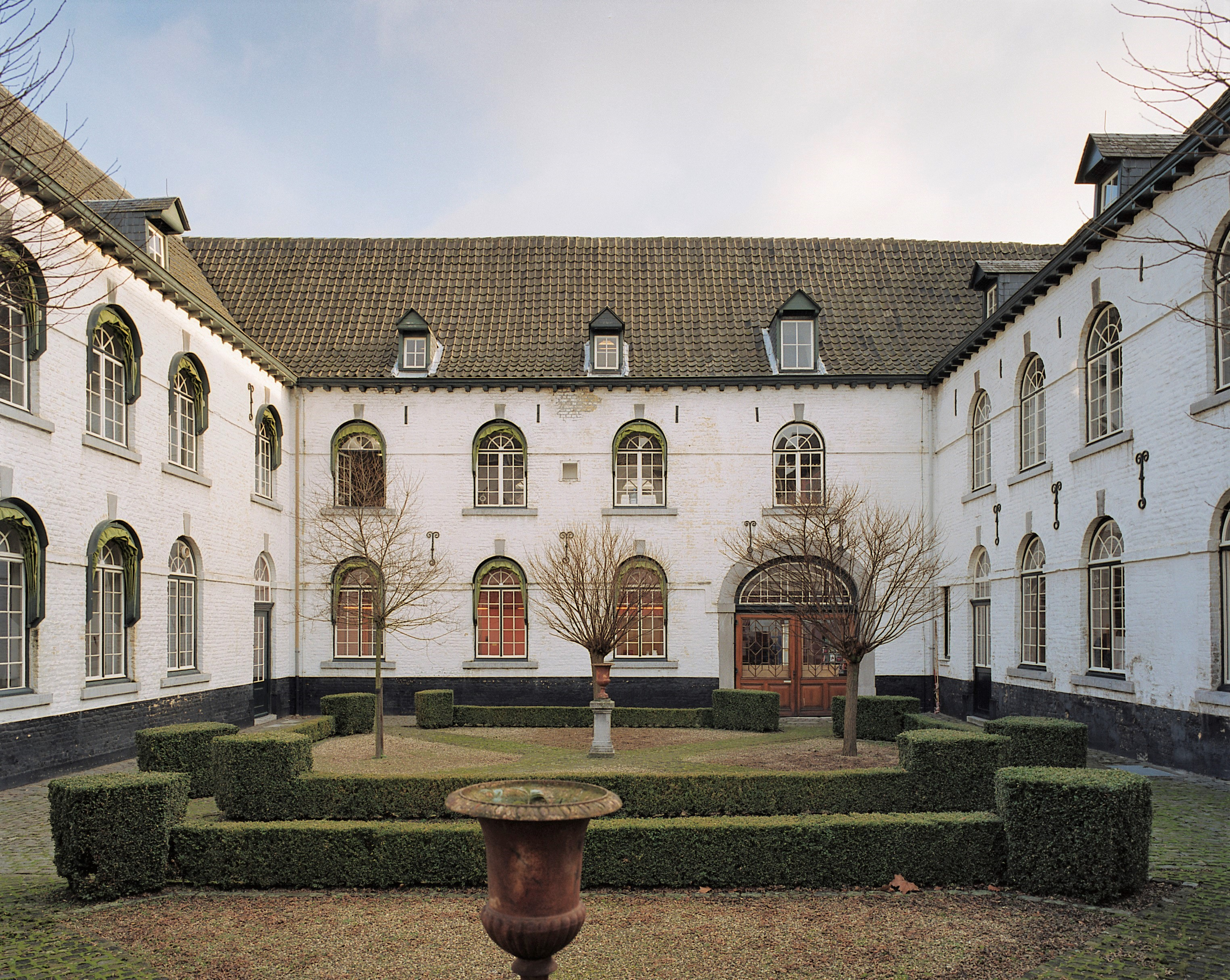
University College Maastricht
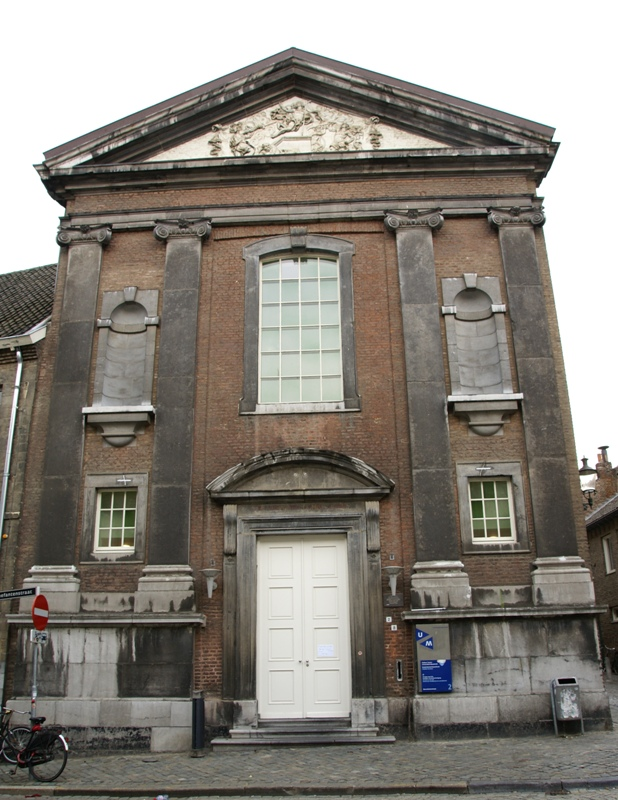
Student Service Center

## Rankingi
- Ranking The Times Higher Education Supplement (THES): w 2013 roku 98. miejsce. W 2013 UM uplasował się na 32. miejscu w Europie. W kategorii studentów zagranicznych Universiteit Maastricht uzyskał 99/100 punktów, zajmujący tym samym 5. miejsce w Europie (dla porównania: Harvard University 91/100)[6]. W 2014 roku Maastricht University zajęło 101. miejsce w Times Higher Education Ranking (THE).
- THE Top 100 Most International Universities in the World: Maastricht University zajmuje 15. miejsce na świecie jako najbardziej międzynarodowy uniwersytet.
- Times Higher Education 100 under 50: Maastricht University zajmuje 6. miejsce na świecie jako jeden z najlepszych młodych uniwersytetów oraz 1. miejsce w Europie.
- QS ‘top 50 under 50’: Maastricht University zajmuje 6. miejsce na świecie jako jeden z najlepszych młodych uniwersytetów oraz 1 miejsce w Europie.
- Holenderskie Ministerstwo Edukacji, Kultury i Nauki (OC&W): W 2004 roku, Universiteit Maastricht zajął pierwsze miejsce pośród wszystkich holenderskich uniwersytetów pod względem jakości nauczania[7]. W 2006 roku UM ponownie zajął pierwsze miejsce. W kolejnych latach zaprzestano publikowania rankingu.
- Financial Times zaklasyfikował kierunek International Business na 37. miejscu, ze wszystkich tego typu studiów oferowanych na świecie.
- Keuzegids Hoger Onderwijs: W 2012 roku, osiem z siedemnastu programów studiów licencjackich zostało uznanych przez studentów za najlepsze programy w Holandii: Econometrics, International Business, Fiscal Economics, Tax Law, European Law School, European Studies, Knowledge Engineering and University College Maastricht.
- Holenderski magazyn Elsevier: Na początku roku akademickiego 2005/2006 uniwersytet został sklasyfikowany jako pierwszy w Holandii. W 2007 roku wiele z programów zostało ponownie uznanych za najlepsze. Najlepsze wyniki uzyskały kierunki ekonomiczne.
- Niemiecki magazyn Wirtschaftswoche: W roku 2005, Faculty of Economics and Business Administration uznano za lepszy niż ten sam wydział na Uniwersytecie Oksfordzkim.
- Financial Times: W 2008 roku Faculty of Economics and Business Administration (FEBA) po raz pierwszy brał udział w rankingu programów magisterskich „Masters in Management”. Program International Business zajął 25. miejsce pośród 40 czołowych europejskich instytutów oferujących takie programy[8]. Program ten zajął też czwarte miejsce w kategorii „Best in International Business” i trzecie w kategorii „Value for Money”[9].
- Studia licencjackie na kierunku International Business and Economics zajęły pierwsze miejsce w rankingu magazynu Elsevier w 2008 roku[10].